# 연수 (수좌풍익)
연수(延壽, ? ~ ?)는 전한 후기의 관료이다. '연수'는 이름자로, 성씨는 알 수 없다.

## 생애
오봉 2년(기원전 56년), 오원태수에서 수(守)좌풍익으로 승진하였다.

## 출전
- 반고, 《한서》 권19하 백관공경표(百官公卿表) 下

| 전임 신 | 전한의 수좌풍익 기원전 56년 ~ ? | 후임 충랑 |